# Samuel Crell
Samuel Crell (* 25. März 1660 in Kreuzburg; † 12. März 1747 in Amsterdam; Pseudonyme: Lucas Mellierus und Artemonius) war ein unitarischer Prediger, Theologe und Schriftsteller, der mit zur Verbreitung des Sozinianismus verhalf.

## Leben
Samuel Crell wurde geboren als Sohn von Christopher Crell-Spinowski (polnisch: Krzysztof Crell-Spinowski), der als Pfarrer der Polnischen Brüder wirkte. Er begann ein Studium am Theologischen Seminar der Remonstranten in Amsterdam. Anschließend wirkte er als Prediger in kleinen unitarischen Gemeinden in der Mark Brandenburg, in Schlesien und am längsten in Königswalde in der Nähe von Frankfurt an der Oder. Er reiste mehrmals in die Niederlande und nach England. Im Jahr 1727 übersiedelte er nach Amsterdam und wurde theologischer Schriftsteller. Crell unterhielt zahlreiche Kontakte zu Intellektuellen in England, Deutschland und den Niederlanden, unter anderem korrespondierte er mit John Locke und gilt als bedeutender Verfasser des deutschen sozinianischen Katechismus und als Vertreter des Sozinianismus.

## Werke
- unter dem Pseudonym Lucas Mellierus: Fides primorum Christianorum ex Barnaba, Herma et Clemente Romano illustrata. London 1697.
- anonym: Cogitationum novarum de primo Adamo s. de ratione salutis per illum amissae per hunc recuperatae compendium. Amsterdam 1700.
- unter dem Pseudonym Artemonius: Initium evangelii S. Joannis Apostoli ex antiquitate ecclesiastica restitutum, ididemque nove ratione illustratum. 1726.